# Huaynaputina
A Huaynaputina (kecsua eredetű nevének jelentése: új vagy fiatal tűzhányó) rétegvulkán Peru déli részén, Moquegua megye területén emelkedik. Az 1600-as évben történt kitörése a világ egyik legnagyobb vulkánkitörése volt, az egész Föld éghajlatában is érzékelhető változást okozott.

## Földrajz
A Peru déli részén, az Andokban található Huaynaputina Arequipa városától kelet–délkeleti irányban, Moqueguától pedig északra emelkedik. Nincs jellegzetes kúp alakú csúcsa, helyét egy 2,5 km átmérőjű kaldera jelzi, amelyet a jég eróziója mélyített ki.

## Az 1600-as kitörés
A Huaynaputina 1600. február 19-én kezdődött pliniuszi kitörése Dél-Amerika történetében biztosan a legnagyobb volt, de vannak olyan kutatók is, akik az egész világtörténelem legnagyobb kitörésének tartják. Becslések szerint 30 km³ tefrát lövellt ki (ami 12 km³ magmának felel meg), a hamu által beterített terület nagysága elérte a 360 000 km²-t. Még a több mint 370 km távolságra fekvő Chala környékét is 1 cm vastagon lepte be a törmelék, a robbanások hangját pedig még Limában is hallani lehetett. A kitörés során piroklaszt ár indult el déli–délkeleti irányba, amely 13 km-re is elért, az iszapár pedig a Csendes-óceánig hatolt. A kitörés során 25–30 falu semmisült meg, a környéken a sűrű füst miatt hetekig nem lehetett látni a Napot, a Föld átlaghőmérséklete pedig körülbelül 1,13 °C-kal csökkent. Ez a csökkenés a mezőgazdaságra is rendkívül káros hatással volt, valószínűleg ez okozta az 1601 és 1603 közötti nagy orosz éhínséget is.